# Buje, Slovenia
Buje este o localitate din comuna Pivka, Slovenia, cu o populație de 49 de locuitori.